# Juba I

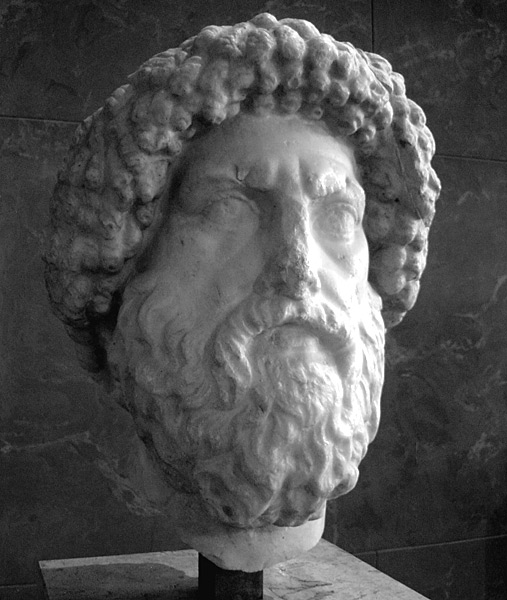
Byst av Juba I. Originalet finns på Louvren i Paris.

Juba I var kung av Numidien 60 f.Kr.–46 f.Kr.. Juba I var son till kung Hiempsal II. 
Juba invecklades i striderna mellan Caesar och Pompejus. Sedan länge ovän med Caesar, angreps han av dennes anhängare Curio, vilken han lyckades besegra och döda (49 f.Kr.). När senare Caesar själv anlände till Afrika, ville Juba bli överbefälhavare för de stridskrafter som skulle kämpa mot honom, men måste lämna platsen åt Pompejus svärfar, Metellus Scipio. Nederlaget vid Thapsos (46 f.Kr.) tillintetgjorde det pompejanska partiet, och Juba fann inte längre skydd hos sina undersåtar, hos vilka han gjort sig hatad genom förtryck och trolöshet. För att inte falla i fiendens hand begick han självmord eller lät döda sig av en slav, sedan han, enligt en berättelse, i tvekamp dödat den likaledes besegrade och till förtvivlan bragte romaren Marcus Petrejus. Han är omtalad av Suetonius.
Han efterträddes av sin son Juba II.